# Diogo Costa Amarante
Diogo Costa Amarante (Oliveira de Azeméis, 12 de març de 1982) és un director de cinema portuguès.

## Camí acadèmic
Llicenciat en Dret per la Universitat de Coimbra, on va estudiar entre 2000 i 2005. Màster en Cinema Documental i postgrau en Cinematografia, per l'Escola Superior de Cinema i Audiovisuals de Catalunya, Barcelona, realitzat l'any 2010. Estudiant de Universitat de Nova York en cinematografia i producció cinematogràfica del 2012 al 2016.

## Filmografia

### Curtmetratges
- 2007 - Jumate
- 2008 - Em Janeiro, Talvez
- 2011 - Down Here
- 2014 - As Rosas Brancas
- 2017 - Cidade Pequena
- 2019 - Luz de Presença

## Premis
El 2017 va guanyar l'Ós de Plata al millor curtmetratge a la Berlinale per Cidade Pequena.
As Rosas Brancas fou seleccionada per al concurs oficial de curtmetratges del Festival Internacional de Cinema de Berlín, va ser distingit amb el Prix Européen del Consell Regional de Bretanya, al Festival Europeu de Curtmetratges de Brest; i amb el Premi Cineclubes al Festival Luso-brasiler de Santa Maria da Feira.
El curtmetratge Down Here va ser guardonat com a millor curtmetratge al Festival Internacional de Cinema Gai i Lèsbic de Barcelona; Millor Curtmetratge Internacional al Mix Brasil - Festival de la Diversitat Cultural; Pride in Palermo al Sicilia International Queer Film Fest, Itàlia, 2012; i va obtenir una Menció Especial del Jurat al Festival Internacional de Cinema LGBT de Torino, Itàlia, també el 2012.
Em Janeiro, Talvez va ser distingit amb el premi al Millor documental nacional a DocumentaMadrid 09; També va rebre una menció especial del jurat al Salina Doc Fest, Itàlia.
Jumate va guanyar el premi al Millor Documental Nacional a DocumentaMadrid 08; De l'Ou d'Or al Festival Internacional de Reykjavík; del premi a la millor pel·lícula al Festival Internacional d'Adana a Turquia.

## Enllaços exterms
- Entrevista de Diogo Costa Amarante à revista Sábado
- Perfil de Diogo Costa Amarante no Observador